# Carpathonesticus balacescui
Espèce
Synonymes
- Nesticus balacescui Dumitrescu, 1979

Carpathonesticus balacescui est une espèce d'araignées aranéomorphes de la famille des Nesticidae.

## Distribution
Cette espèce est endémique de Roumanie. Elle se rencontre dans la grotte Peștera Miresii dans les monts Bucegi.

## Description
La carapace du mâle holotype mesure 2,250 mm de long sur 1,875 mm et la carapace de la femelle paratype mesure 2,250 mm de long sur 1,950 mm.

## Systématique et taxinomie
Cette espèce a été décrite sous le protonyme Nesticus balacescui par Dumitrescu en 1979. Elle est placée dans le genre Carpathonesticus par Ribera et Dimitrov en 2023.

## Étymologie
Cette espèce est nommée en l'honneur d'Anca Burghele-Bălăcescu.

## Publication originale
- Dumitrescu, 1979 : « La monographie des représentants du genre Nesticus des grottes de Roumanie, Ire note. » Travaux de l'Institut de Spéologie Émile Racovitza, vol. 18, p. 53-84.